# Tuberculocythere batrachoides
Tuberculocythere batrachoides is een mosselkreeftjessoort uit de familie van de Paracytherideidae. De wetenschappelijke naam van de soort is voor het eerst geldig gepubliceerd in 1980 door Colango & Pasini.